# Mallophora cortesi
Mallophora cortesi là một loài ruồi trong họ Asilidae. Mallophora cortesi được Artigas & Angulo miêu tả năm 1980. Loài này phân bố ở vùng Tân nhiệt đới.